# Mathias Nielsen
Mathias Aaris Kragh Nielsen, noto semplicemente come Mathias Nielsen (Herfølge, 2 marzo 1991), è un ex calciatore danese, difensore del NSÍ Runavík.

## Palmarès

### Club

#### Competizioni nazionali
- Coppa di Danimarca: 2

Nordsjælland: 2010-2011
Randers: 2020-2021